# Castela stewartii
Castela stewartii là một loài thực vật có hoa trong họ Thanh thất. Loài này được (C.H.Mull.) Moran & Felger mô tả khoa học đầu tiên năm 1968.